# Spoorlijn Siegburg - Olpe
De spoorlijn Siegburg - Olpe is een Duitse spoorlijn en is als spoorlijn 2657 onder beheer van DB Netze.

## Geschiedenis
Het traject werd in fases geopend.
- 1884: Siegburg - Ründeroth
- 1887: Ründeroth - Derschlag
- 1896: Derschlag - Bergneustadt
- 1903: Bergneustadt - Olpe

Thans zijn alleen de gedeeltes tussen Siegen en Lohmar (als industrieaansluiting) en tussen Overath en Dieringhausen in gebruik. De rest van de lijn is gesloten en opgebroken.

## Treindiensten
De Deutsche Bahn verzorgt het personenvervoer op dit traject met RB treinen.
| Serie | Treinsoort                  | Route | Bijzonderheden                                                                    |
| ----- | --------------------------- | --- | --------------------------------------------------------------------------------- |
| RB 25 | Regionalbahn (DB Regio NRW) | Köln Hansaring – Köln Hbf – Rösrath – Overath – Dieringhausen – Gummersbach – Meinerzhagen – Brügge (Westf) – Lüdenscheid | Oberbergische Bahn Köln-Engelskirchen 2x per uur, 1x per uur van/naar Lüdenscheid |

## Aansluitingen
In de volgende plaatsen is of was er een aansluiting op de volgende spoorlijnen:
Siegburg/Bonn
DB 2651, spoorlijn tussen Keulen en Gießen
Overath
DB 2655, spoorlijn tussen Köln-Kalk en Overath
Osberghausen
DB 2680, spoorlijn tussen Osberghausen en Waldbröl
Dieringhausen
DB 2810, spoorlijn tussen Hagen en Dieringhausen
Olpe
DB 2864, spoorlijn tussen Finnentrop en Freudenberg